# Cara norte
Cara norte es una película de 2008 protagonizada por Benno Fürmann, Florian Lukas y Johanna Wokalek. La producción, basada en una historia real, fue dirigida por Philipp Stölzl.

## Sinopsis
En el año 1936, durante la Alemania nazi, el editor de un prestigioso periódico berlinés conoce, a través de su secretaria e incipiente fotógrafa Luise Feller (Johanna Wokalek), la existencia de dos alpinistas bávaros dispuestos a escalar el monte Eiger, cumbre que otros dos escaladores alemanes habían intentado conquistar, muriendo en el intento. Los montañistas son Toni Kurz (Benno Fürmann) y Andi Hinterstoisser (Florian Lukas), quienes son persuadidos por Feller para acometer la empresa, aunque el primero de ellos se muestra reticente en un principio. En la búsqueda de la cima ambos tendrán que competir con una pareja de austríacos bajo la expectativa de reporteros ávidos de la noticia y en medio de difíciles condiciones climáticas.

## Críticas
- New York Post: «Kolja Brandt le dio un toque personal a la cinematografía (hecha en estudio y en bodegas refrigerantes), mientras que Philipp Stölzl con la dirección, mantuvo el suspenso en el nivel más alto. Desafortunadamente, alguien decidió insertar una historia de amor superflua, involucrando a una "completamente prefabricada" reportera gráfica.»[1]
- The New York Times: «...la mayoría de las veces, Cara norte te ubica donde quiere: justo en el momento del peligro. Estas escenas son tan terribles, que podría incluso cuestionarnos como al famoso escalador británico George Mallory cuando le preguntaron por qué quería subir al monte Everest: "Pues...porque está ahí"».[2]
- The Village Voice: «Filmada en estudio, la película es lenta, realista y terrible en sus últimas escenas ... El director Philipp Stölzl realiza la película un poco más política (es decir, anti-nazi) de lo necesario, pero el rendimiento estoico de Fürmann reduce la historia a lo fundamental».[3]